# 3-propilmalato sintasi
La 3-propilmalato sintasi è un enzima appartenente alla classe delle transferasi, che catalizza la seguente reazione:
pentanoil-CoA + H2O + gliossilato ⇄ 3-propilmalato + CoA